# دووخا
دووخا (به لهستانی:  Dołha) یک روستا در لهستان است که در گمینا درلوو واقع شده‌است.